# Ben M. Williamson

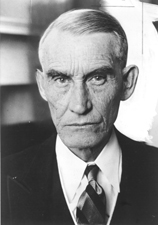
Ben M. Williamson

Ben Mitchell Williamson (* 16. Oktober 1864 in White Post, Pike County, Kentucky; † 23. Juni 1941 in Cincinnati, Ohio) war ein US-amerikanischer Geschäftsmann und Politiker (Demokratische Partei).
Ben Williamson besuchte in Kentucky die Dorfschule; später studierte er auf dem Bethany College in West Virginia. Er schlug eine berufliche Laufbahn als Verkäufer von Baustoffen ein; überdies war er auch im Bankgewerbe und im Bergbau tätig. Von 1886 bis 1924 lebte Williamson in Catlettsburg, ehe er nach Ashland umzog. Er gehörte zu den Gründern der Kentucky Crippled Children's Commission, einer Organisation, die sich für behinderte Kinder einsetzte, und führte diese als Präsident von 1924 bis 1941. Später wurde er auch Direktor der International Society for Crippled Children. Zudem war er von 1929 bis 1930 Mitglied der Wohlfahrtsbehörde für den Staat Kentucky.
Am 4. November 1930 wurde Williamson in den US-Senat gewählt. Er übernahm dort den Platz von John Marshall Robsion. Dieser wiederum hatte als Nachfolger des zurückgetretenen Frederic Mosley Sackett amtiert, jedoch gegen Marvel M. Logan die Wiederwahl verfehlt und daraufhin ebenfalls sein Mandat niedergelegt. So nahm Williamson den vakanten Sitz für die kurze Dauer vom 1. Dezember 1930 bis zum 3. März 1931 ein; als Kandidat für eine volle Amtsperiode war er nicht in Betracht gezogen worden.
Nach dem Ausscheiden aus dem Senat nahm Ben M. Williamson seine geschäftlichen Aktivitäten in Catlettsburg wieder auf.